# Umsetzgleis
Ein Umsetzgleis – auch Umfahrgleis genannt – ist eine Wendeanlage einer Eisenbahn oder Straßenbahn, die dem Fahrtrichtungswechsel dient. 
Mit seiner Hilfe können am Endpunkt eingleisiger Stichstrecken Lokomotiven die Wagen oder Straßenbahn-Triebwagen die Beiwagen umfahren, um sich wieder an die Spitze des Zuges zu setzen. Anschließend können sie wieder in die Richtung fahren, aus welcher sie zuvor kamen. Bei der Straßenbahn wird von einer Umsetzendstelle, Umsetzstelle oder Kuppelendstelle gesprochen, um solche Anlagen von einfachen Stumpfendstellen beziehungsweise Wendeschleifen oder Gleisdreiecken abzugrenzen. Endstellen mit Umsetzgleis können dazu dienen, eine Zugkreuzung zu ermöglichen. In diesem Fall kann der zweite ankommende Zug seinen Rangiervorgang erst durchführen, wenn der erste Zug die Umsetzendstelle wieder verlassen hat. 
Die Gleisgeometrie eines Umsetzgleises entspricht dabei meist einer Ausweiche auf freier Strecke, meist befindet sich jedoch an einer der beiden Seiten ein nur für Rangierfahrten benutztes Stumpfgleis oder Ausziehgleis. Dieses verfügt meist über einen Prellbock oder einen sonstigen Gleisabschluss. 

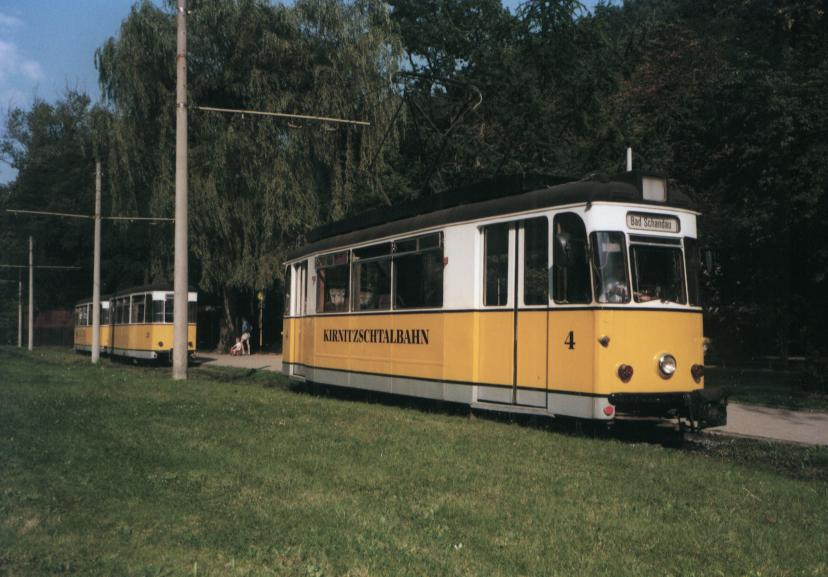
Ein Triebwagen der Kirnitzschtalbahn setzt um die beiden im Hintergrund sichtbaren Beiwagen um, an denen er gleich links vorbeifahren wird
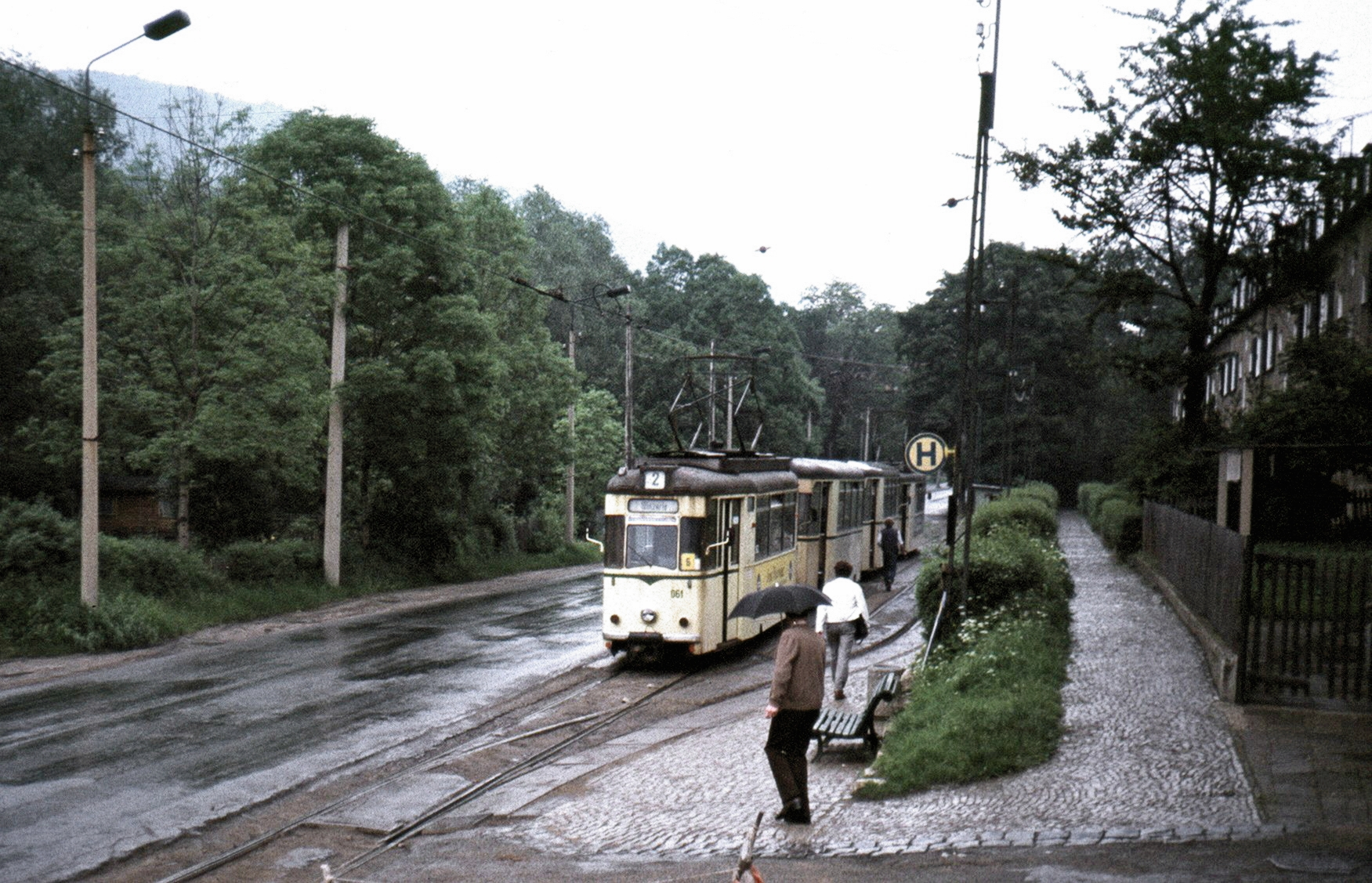
Endstelle mit Umsetzgleis Jena Ost der Linie 2, der angekommene Triebwagen steht im Hintergrund, der des vorhergehenden Zugs hat als Stoßtriebwagen die Beiwagen übernommen, 1987
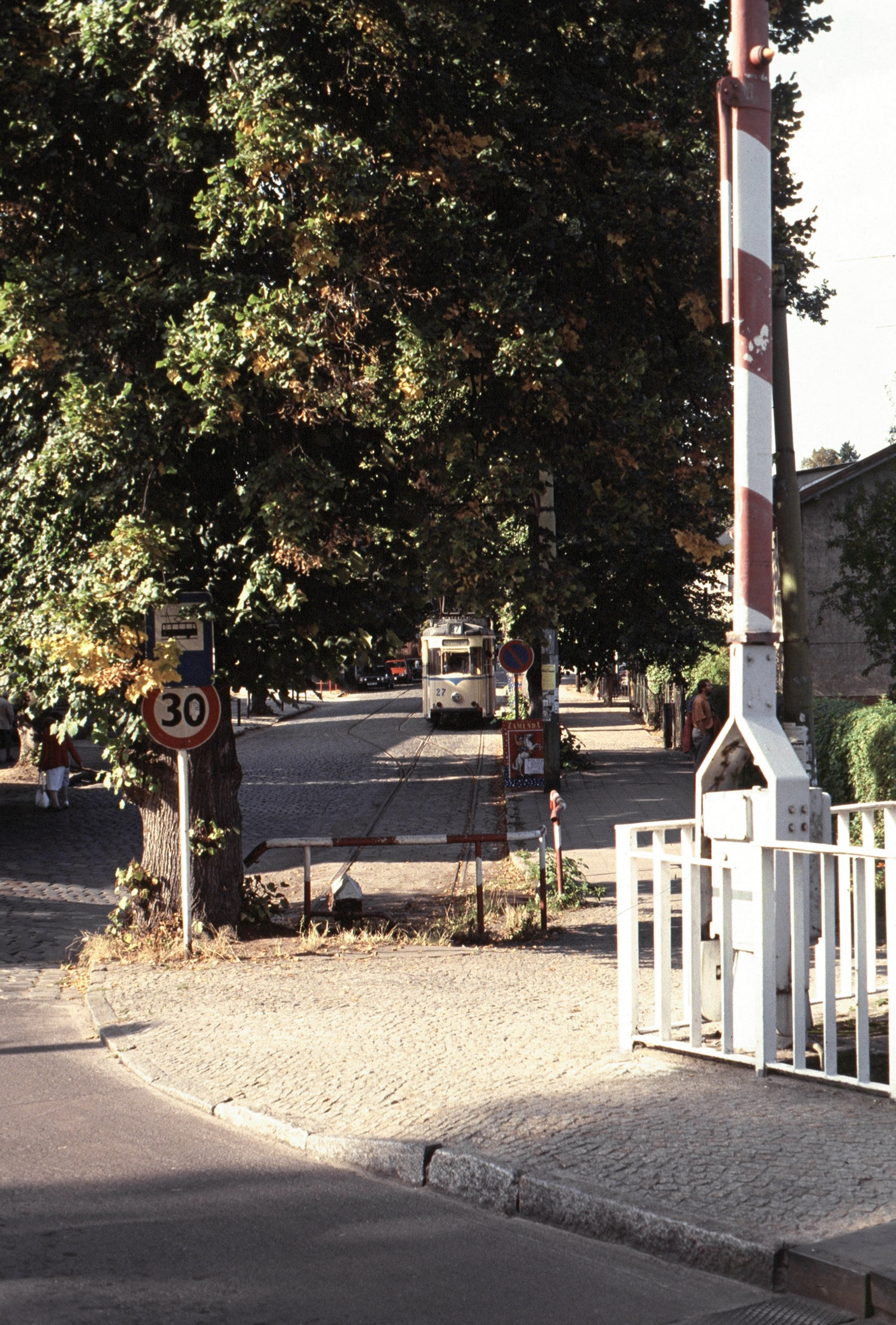
Endhaltestelle Schleuse der Straßenbahn Woltersdorf, links das Umsetzgleis, 1991
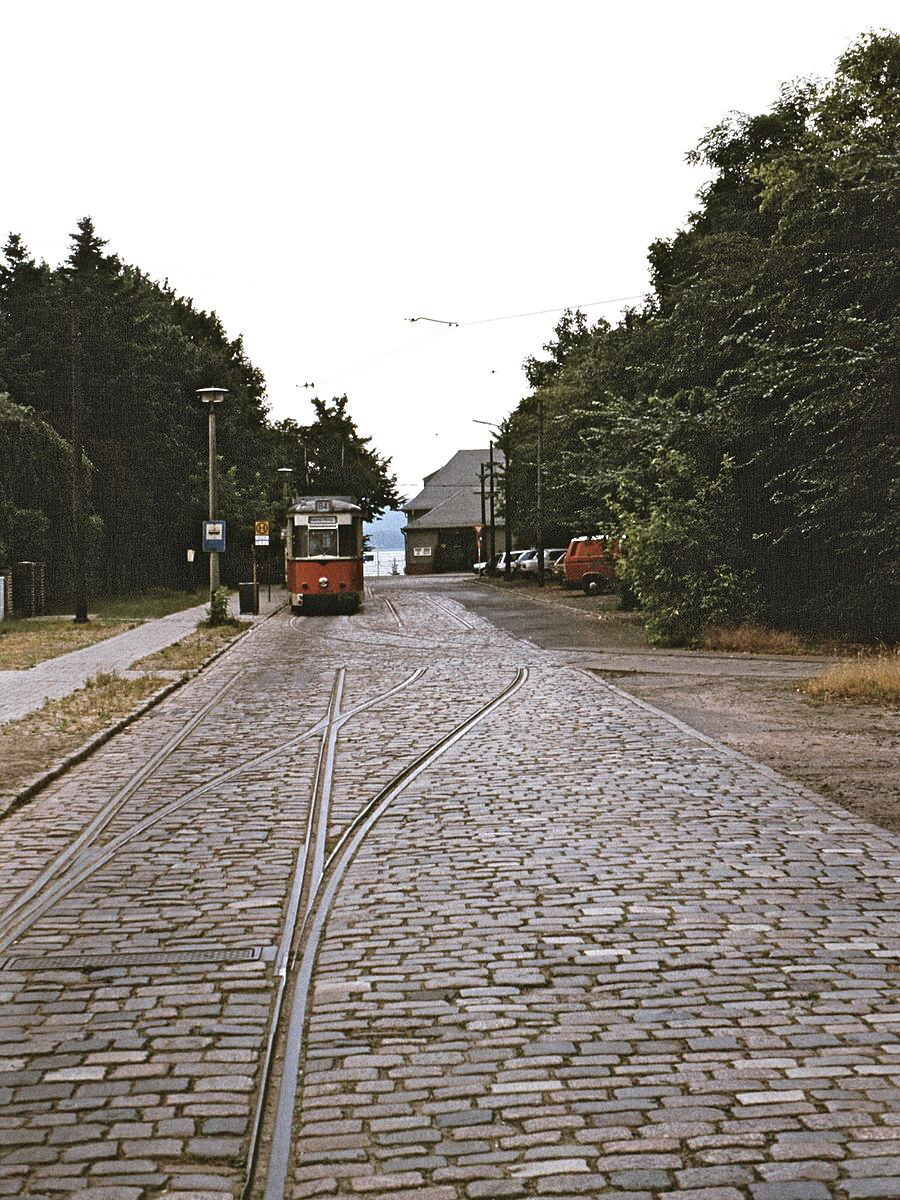
Endhaltestelle Wasserwerk der Friedrichshagener Straßenbahn, noch liegen die Gleise der Kuppelendstelle, 1991